# Wilhelm Bruner

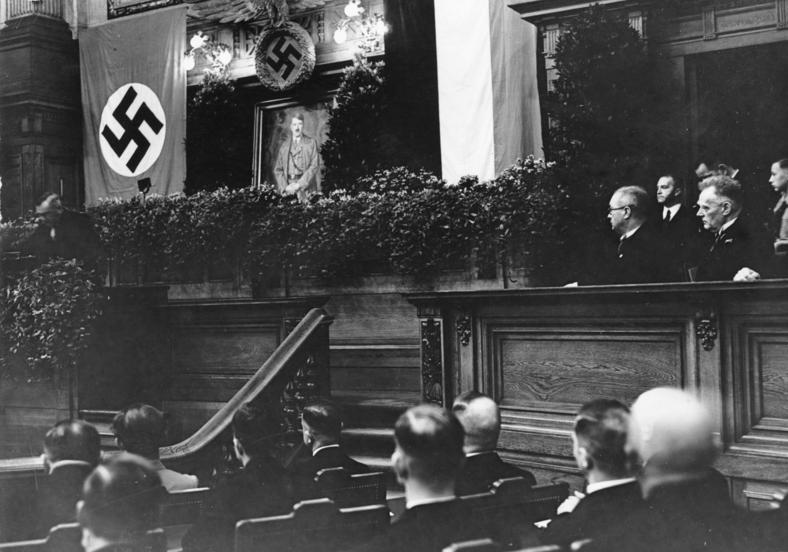
Bruner bei der feierlichen Eröffnung des Volksgerichtshofs am 14. Juli 1934 auf der Empore neben dem Präsidenten Fritz Rehn. Am Rednerpult Franz Gürtner.

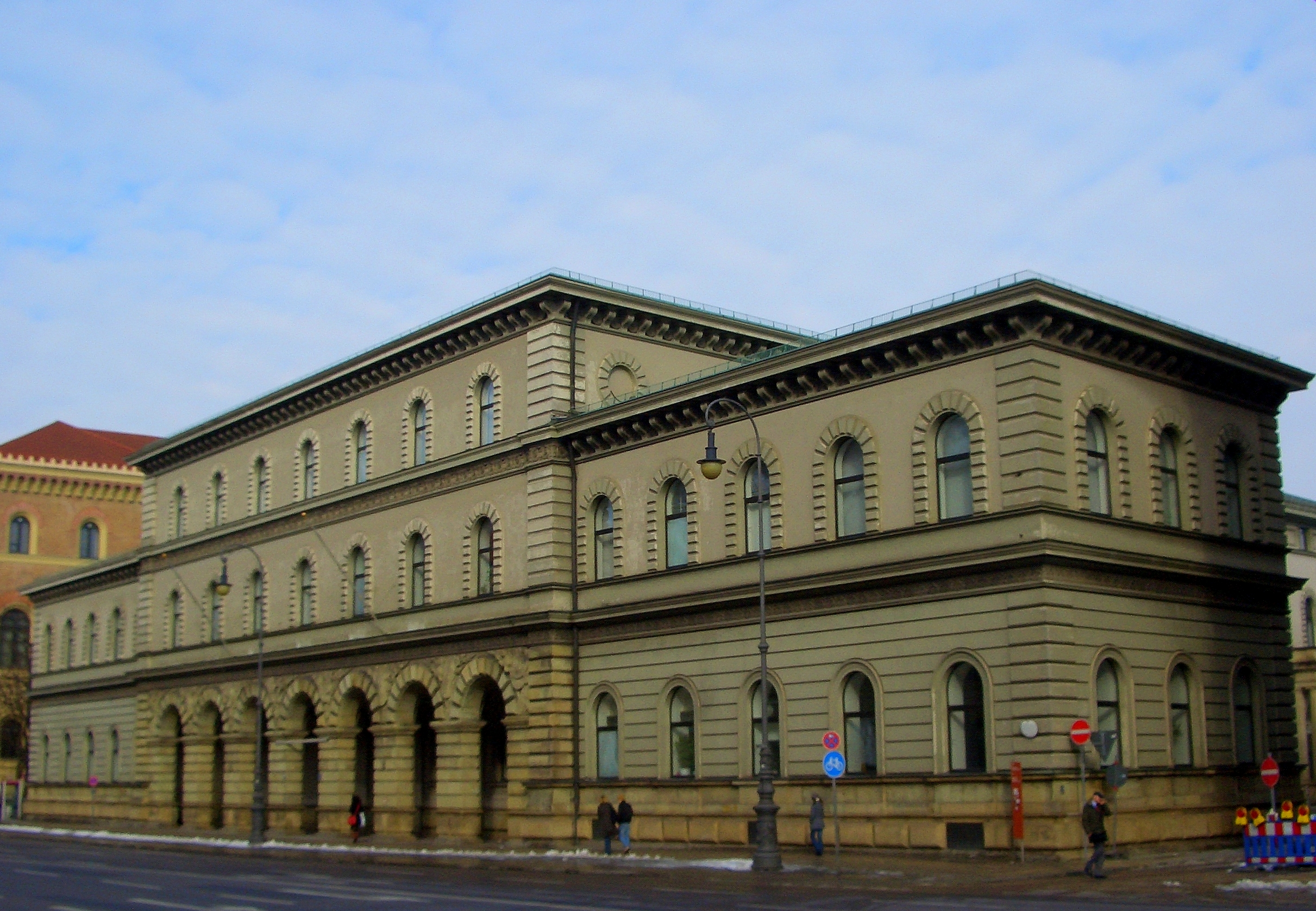
Bruners Arbeitsplatz 1917 bis 1921: Bayerisches Kriegsministerium

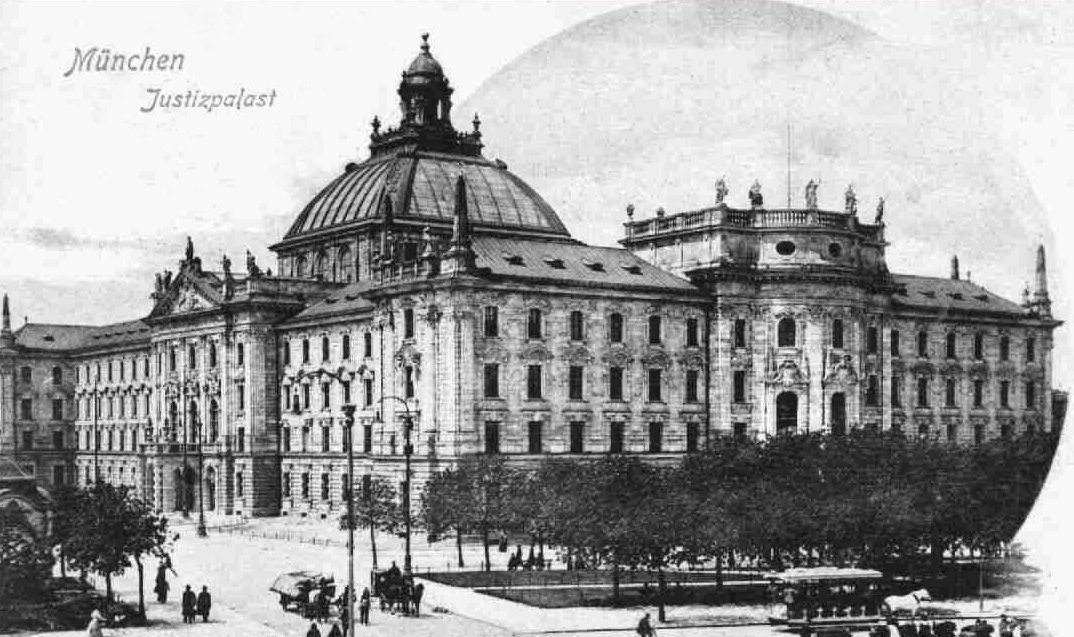
Bruners Arbeitsplatz von 1921 bis 1934: Landgericht München

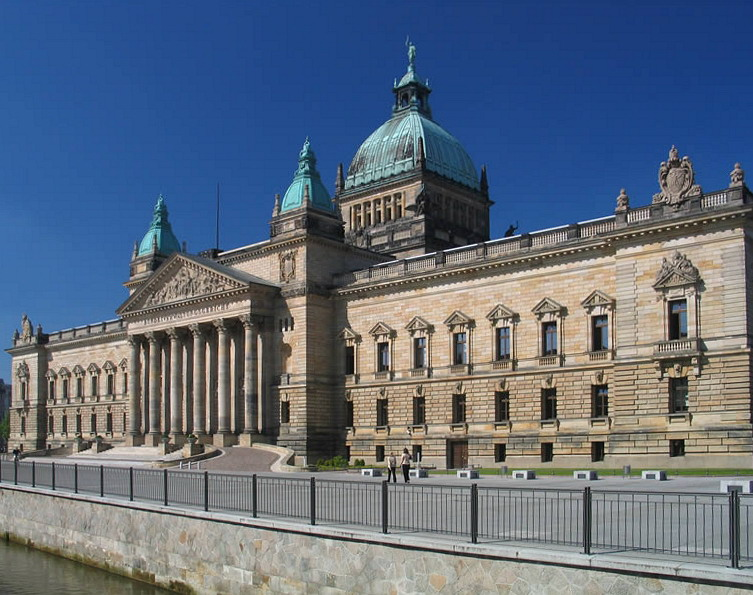
Bruner war Vizepräsident beim Reichsgericht Leipzig von 1936 bis 1939

Wilhelm Bruner (geboren 19. Januar 1875 in Vohenstrauß; gestorben nach 1939) war ein deutscher Richter, der zur Zeit des Nationalsozialismus beim Volksgerichtshof zwischen 1934 und 1936 geschäftsführender Präsident war und von 1936 bis 1939 Vizepräsident des Reichsgerichts.

## Leben
Bruner ging nach dem Studium 1902 in den bayerischen Staatsdienst. Während des Ersten Weltkrieges war er von 1914 bis 1918 Kriegsteilnehmer, zunächst als Frontoffizier und ab September 1917 im Bayerischen Kriegsministerium in München eingesetzt. Nach Kriegsende war er noch bis 1921 als Major in der Nachfolgebehörde, dem „Heeresabwicklungsamt Bayern“, tätig. Danach wurde er Richter und erreichte am Landgericht München I die Position eines Landgerichtsdirektors. Nach der erneuten Einrichtung der Sondergerichte in den 26 Oberlandesgerichtsbezirken des Deutschen Reiches wurde Bruner 1933 in München dessen stellvertretender Vorsitzender.
Als der Reichstagsbrandprozess beim Reichsgericht in Leipzig nicht im Sinne der Nationalsozialisten verlaufen war, wurde zusätzlich zu den Sondergerichten am 24. April 1934 mit dem Gesetz zur Änderung von Vorschriften des Strafrechts und des Strafverfahrens ein eigenständiger Volksgerichtshof beschlossen, der die Hochverrats- und Landesverratsprozesse übernehmen sollte, ergänzt durch eine Verordnung vom 12. Juni 1934, in der der Sitz Berlin festgelegt wurde und die Besetzung der drei Senate mit jeweils einem Vorsitzenden (Senatspräsidenten), einem beisitzenden Richter (Oberlandesgerichtsrat) und drei Laienrichtern. Die Anklagebehörde blieb zunächst noch bei der Reichsanwaltschaft in Leipzig. Bei der Besetzung der Richterstellen wurde Bruner vom nationalsozialistischen bayerischen Justizminister Hans Frank vorgeschlagen, da er sich in dessen Augen als „stellvertretender Vorsitzender des Sondergerichts München bewährt hatte“. Um den Stellenanforderungen des Reichsministeriums der Justiz zu genügen, musste Bruner in Bayern erst noch vom Landgerichtsdirektor zum Senatspräsidenten am Oberlandesgericht München befördert werden, was von Frank veranlasst wurde. Die sonstigen Anforderungen des Reichsjustizministeriums waren „politischer Blick, Entschlußkraft und ein reiches Maß an Lebenserfahrung“. Der Personalvorschlag mit den insgesamt 33 Namen, davon 21 Ehrenamtliche Richter, die von Reichswehr, Luftfahrt, Innenminister und SA benannt wurden, wurde auch noch vom „Stellvertreter des Führers“, Rudolf Heß, geprüft. Dieser beanstandete Fritz Rehn sowie eine Reihe von Namen, „die als Nationalsozialisten nicht bekannt“ seien, derweil „nur Nationalsozialisten in Frage“ kämen, so auch die Namen der Fliegerkommodores Hans-Jürgen Stumpff und Hellmuth Felmy, die sich um die Berufung als Beisitzer an den Volksgerichtshof bemüht hatten, aber nicht den von Bruner. Aus Bayern begleitete ihn auch der Staatssekretär Hans Georg Hofmann.
Frank war auch bei der Eröffnung des Volksgerichtshofs durch Reichsjustizminister Franz Gürtner im Preußenhaus in der Prinz-Albrecht-Straße am 1. Juli 1934 zugegen, wo Bruner zum Vorsitzenden des Zweiten Senats vereidigt wurde. Er wäre damit nach den Gepflogenheiten „Vizepräsident des Volksgerichtshofs“ gewesen. Allerdings wurden die Planstellen erst mit einem zweiten Gesetz Anfang 1936 geschaffen, sodass nicht nachvollziehbar ist, ob Fritz Rehn tatsächlich den Titel „Präsident des Volksgerichtshofs“ und Bruner den Titel „Vizepräsident“ tragen durften; von der Geschäftsverteilung war es faktisch so. Nachdem Präsident Rehn bereits am 18. September 1934 verstorben war, wurde Bruner als nunmehr ranghöchster Richter „mit der Wahrnehmung der Geschäfte des Volksgerichtshofspräsidenten betraut“, Frank hatte versucht Hermann Schroer als Nachfolger Rehns in Berlin zu platzieren.
Bei Bruners erster Gerichtsverhandlung im Volksgerichtshof am 1. August 1934 forderte der Vertreter des Reichsanwalts, Oberstaatsanwalt Wilhelm Eichler, für den angeklagten 32-jährigen kommunistischen Funktionär Max Theiß wegen „Zersetzung der Reichswehr“ eine Strafe von zwei Jahren und drei Monaten, der Urteilsspruch unter Bruners Führung fiel entsprechend mit einem Jahr und neun Monaten Zuchthaus aus. Anklage, Urteil und Strafmaß standen noch in der Tradition der rechtslastigen politischen Justiz der Weimarer Republik. Der Kommunist, der „seit vielen Jahren seine zersetzerische Tätigkeit ausübte“, wurde mit „Zuchthaus“ bestraft. „Die Höhe des Strafmaßes aber zeigt eindeutig, daß auch die mittelmäßigen Fälle von Vergehen gegen die Sicherheit des Staates mit aller Schärfe verfolgt werden.“ Die ersten Urteile des Volksgerichtshofes. Zuchthaus- und Gefängnisstrafen für Hochverrat, Völkischer Beobachter, 2. August 1934. Die Urteilsfindung orientierte sich noch an der Rechtsprechung des Reichsgerichts, da dieses auch nach der „Machtergreifung“ eineinhalb Jahre auf diesem Gebiet Urteile gefällt hatte. Zudem bestand auch noch die Verbindung nach Leipzig über den Oberreichsanwalt.
Um die beabsichtigte Verschärfung des Strafmaßes durch den Volksgerichtshof ohne internationale Widerstände ins Laufen zu bringen, konzentrierte er sich zunächst auf die „mittelmäßigen“ Fälle. Der Prozess gegen Ernst Thälmann, für den seit dem 17. Dezember 1934 die Klageschrift beim Zweiten Senat lag, wurde dagegen klammheimlich abgeblasen, da ein gerichtliches Todesurteil politisch gewollt, aber international nicht durchsetzbar war, eine denkbare Zuchthausstrafe von „nur“ 15 Jahren politisch nicht erwünscht war. Thälmann wurde von Bruner am 1. November 1935 Haftverschonung gewährt, derweil der Schutzhaftbefehl Thälmann am Tag vorher schon zugegangen war. Thälmann war fortan in der Schutzhaft der Gestapo.
Die Spruchpraxis des Volksgerichtshofs unter Rehns und Bruners Führung hatte zugleich Vorbildfunktion für die mit Hochverratssachen betrauten Strafsenate bei den Kammergerichten und für die Sondergerichte bei den Oberlandesgerichten. Da aber die Zahl der veröffentlichten Urteile gering war, wurden Urteilsabschriften über die Landesjustizministerien intern weitergegeben. Der Volksgerichtshof erledigte unter Bruners Präsidentschaft 1934 ab August 80 Verfahren und 1935 210 Verfahren und fällte 1934 vier und im Jahr 1935 neun Todesurteile. Eines wurde nicht vollstreckt. Bruners Anteil an zehn Todesurteilen im Jahr 1936 ist nicht festgestellt worden. Gleichwohl kritisierte das Reichsjustizministerium beim Volksgerichtshof „mangelnde Härte“.
Unter Bruners Leitung wurde der Umzug des Volksgerichtshofs aus den Räumen des Preußenhauses in der Prinz-Albrecht-Straße in das Gebäude des inzwischen zwangsaufgelösten Vorläufigen Reichswirtschaftsrats in der Bellevuestraße 15 vorgenommen.
Mit der Neuordnung des Volksgerichtshofs durch das „Gesetz über den Volksgerichtshof vom 18. April 1936“ wurde Otto Georg Thierack am 1. Mai 1936 zum Präsidenten, Karl Engert übernahm von Bruner den Senatsvorsitz im Zweiten Senat und wurde Vizepräsident, den Dritten Senat für Landesverratsfälle leitete weiterhin Eduard Springmann, der 1934 vom OLG Düsseldorf gekommen war. Bruner wechselte auf Thieracks Stelle zum Reichsgericht, wo er ab dem 1. Mai 1936 Vizepräsident unter dessen Präsidenten Erwin Bumke wurde. Bruners Anteil an den dort getroffenen Urteilen, etwa zu den Rassegesetzen, ist bisher nicht festgestellt worden. Er schied dort am 31. März 1939 aus dem Richterdienst aus.
Bruner war zum Zeitpunkt seiner Versetzung an das Reichsgericht gemäß seiner Personalakte im Reichsministerium der Justiz ein „Nichtparteimitglied“, was seinen Förderer Hans Frank trotzdem nicht zögern ließ, ihn auf zwei der höchsten Richterpositionen im NS-Staat zu befördern.